# The Princess Diaries 2: Royal Engagement
The Princess Diaries 2: Royal Engagement (bra: O Diário da Princesa 2 ou O Diário da Princesa 2: Casamento Real; prt: O Diário da Princesa: Noivado Real) é um filme de comédia romântica estadunidense de 2004, e a sequência do filme de 2001 The Princess Diaries. Ao contrário do primeiro filme, este filme não é baseado em nenhum dos livros.
A maioria do elenco voltou do primeiro filme, incluindo Julie Andrews, Anne Hathaway, Hector Elizondo, Heather Matarazzo e Garry Marshall voltou para dirigir e Debra Martin Chase para produzir a sequência.
Novos personagens incluem Visconde Mabrey (John Rhys-Davies), Lord Nicholas Devereaux (Chris Pine) e Andrew Jacoby (Callum Blue).

## Elenco
- Anne Hathaway como Rainha Mia Thermopolis Renaldi
- Julie Andrews como Rainha Clarisse Renaldi
- Héctor Elizondo como Joe
- Chris Pine como Nicholas Devereaux
- John Rhys-Davies como Viscount Mabrey
- Heather Matarazzo como Lilly Moscovitz
- Callum Blue como Andrew Jacoby
- Kathleen Marshall como Charlotte Kutaway
- Jonny Blu como cantora "Miracles Happen"
- Tom Poston como Lord Palimore
- Joel McCrary como Primeiro-ministro Motaz
- Kim Thomson como Repórter Elsie Kentworthy
- Raven-Symoné como Princesa Asana
- Larry Miller como Paolo
- Caroline Goodall como Helen Thermopolis O'Connell
- Peyton Margulies  como Patricia
- Jon Ligget como lacaio do palácio de Clarisse
- Charlee Corra Disney como Princesa Charlee
- Paul Vogt como Lord Crawley
- Peter Allen Vogt como Mr. Cawley
- Aimee Adams Hall como Princesa Aimee
- Nadege August como Princesa Nadege
- Paul Williams como Lord Harmony
- Abigail Breslin como Carolina, a menina órfã
- Spencer Breslin como Príncipe Jacques
- Hannah Schneider como Princesa dançarina Hannah
- Jane Morris como garota serva
- Anna Netrebko como ela mesma
- Stan Lee como o dignitário
- Kate McCauley, mãe da atriz Anne Hathaway, aparece em uma pequena ponta.

## Recepção
Rotten Tomatoes relata que o filme tem uma classificação de 26% "certificado podre", com uma pontuação média de 4,6/10 baseado em 114 opiniões críticas. Consenso geral do site é que "Anne Hathaway e Julie Andrews trazer charme e elegância para o filme, mas não há material suficiente para com que elas trabalhem nesta sequência". No Metacritic, que atribui uma classificação média ponderada de 100 comentários de críticos de cinema, tem uma pontuação média de 43 das 31 opiniões, o que indica "Comentários mistos ou médios".
Escritor do filme, Shonda Rhimes, disse mais tarde que ela guardava a experiência se para mais nada - a oportunidade de trabalhar com a sua estrela, Julie Andrews.